# Église Saint-Pierre-et-Saint-Paul de Brimeux
Pour les articles homonymes, voir Église Saint-Pierre-et-Saint-Paul.
L'église Saint-Pierre-et-Saint-Paul est une église catholique située à Brimeux, en France.

## Galerie

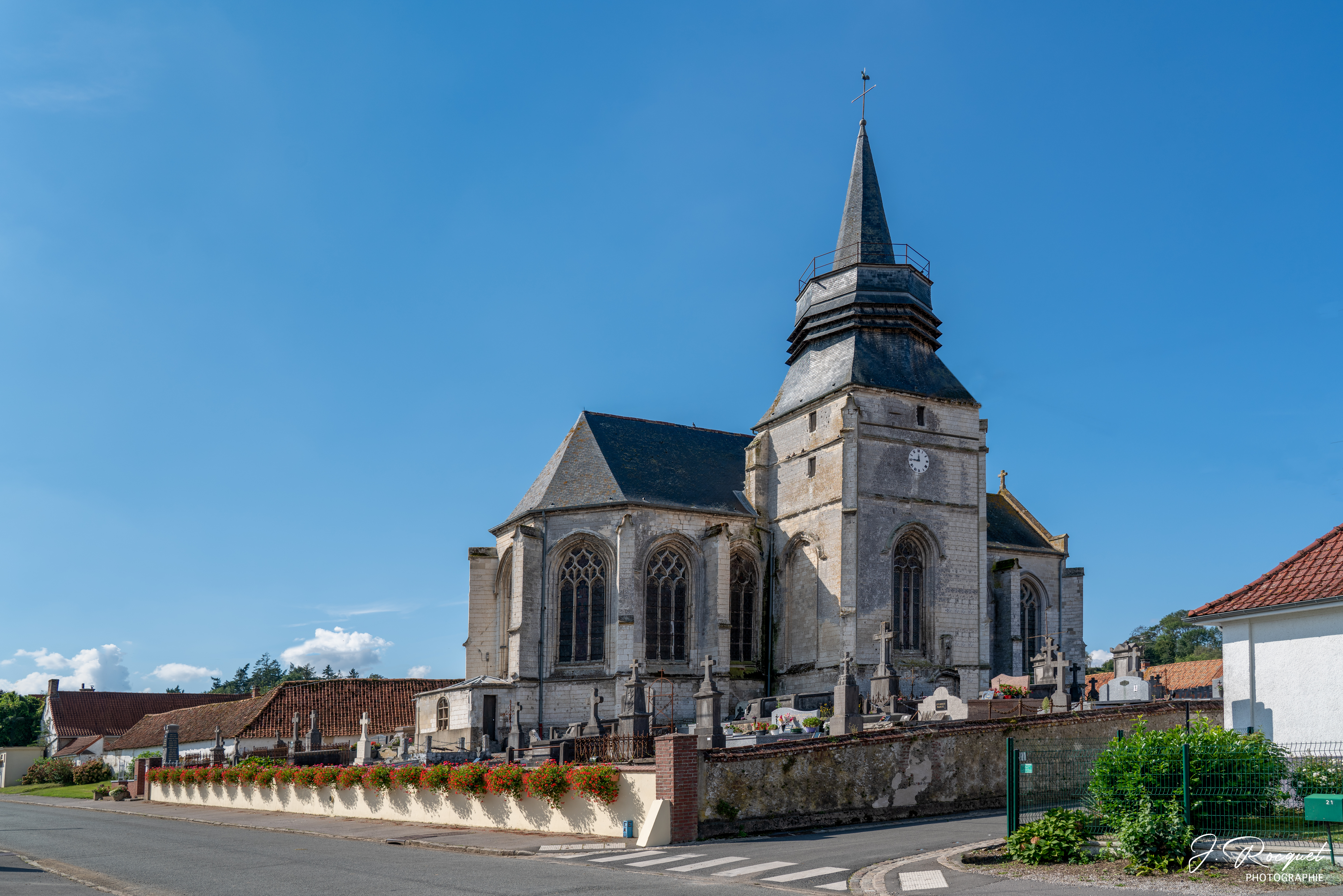
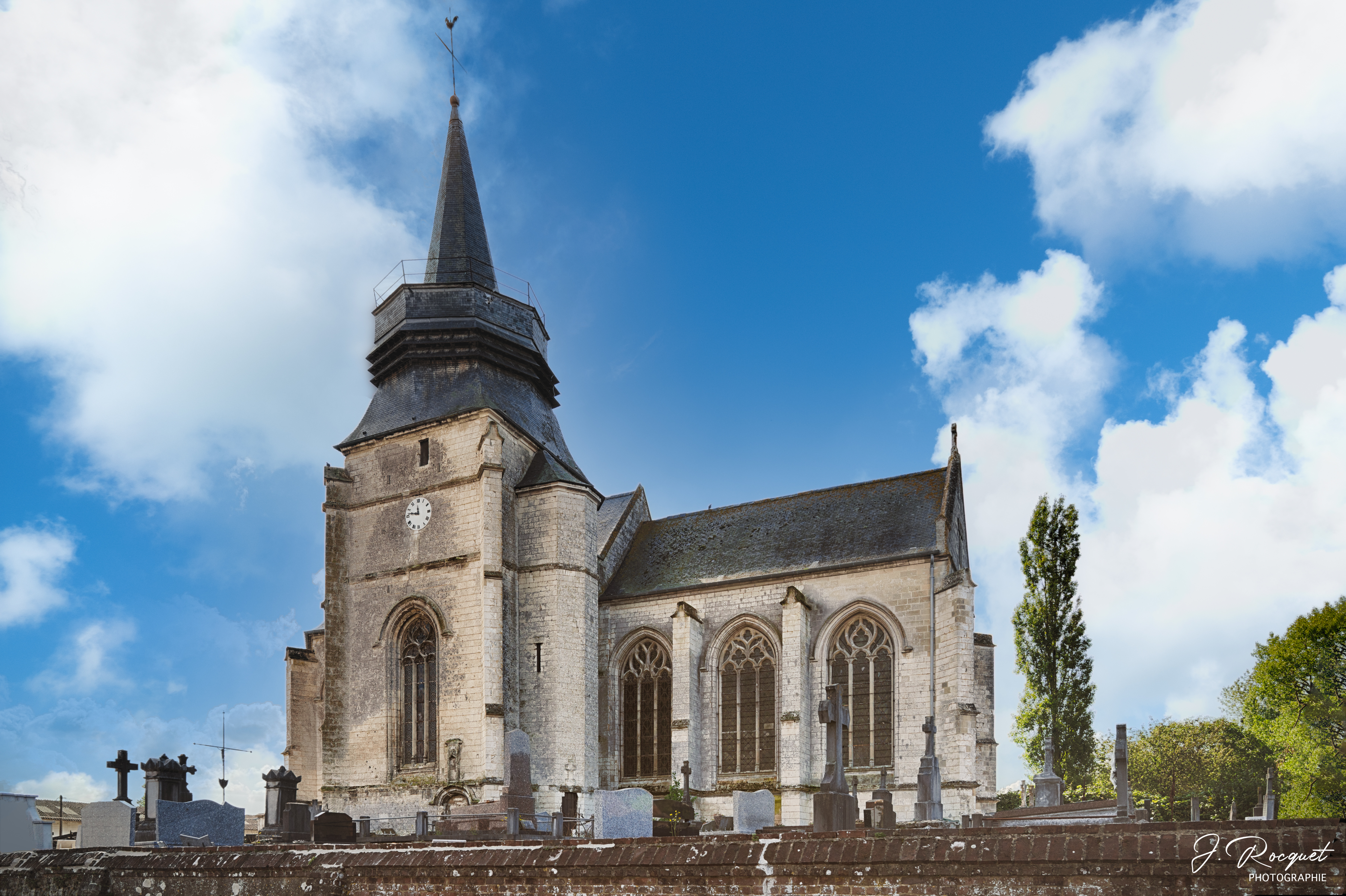
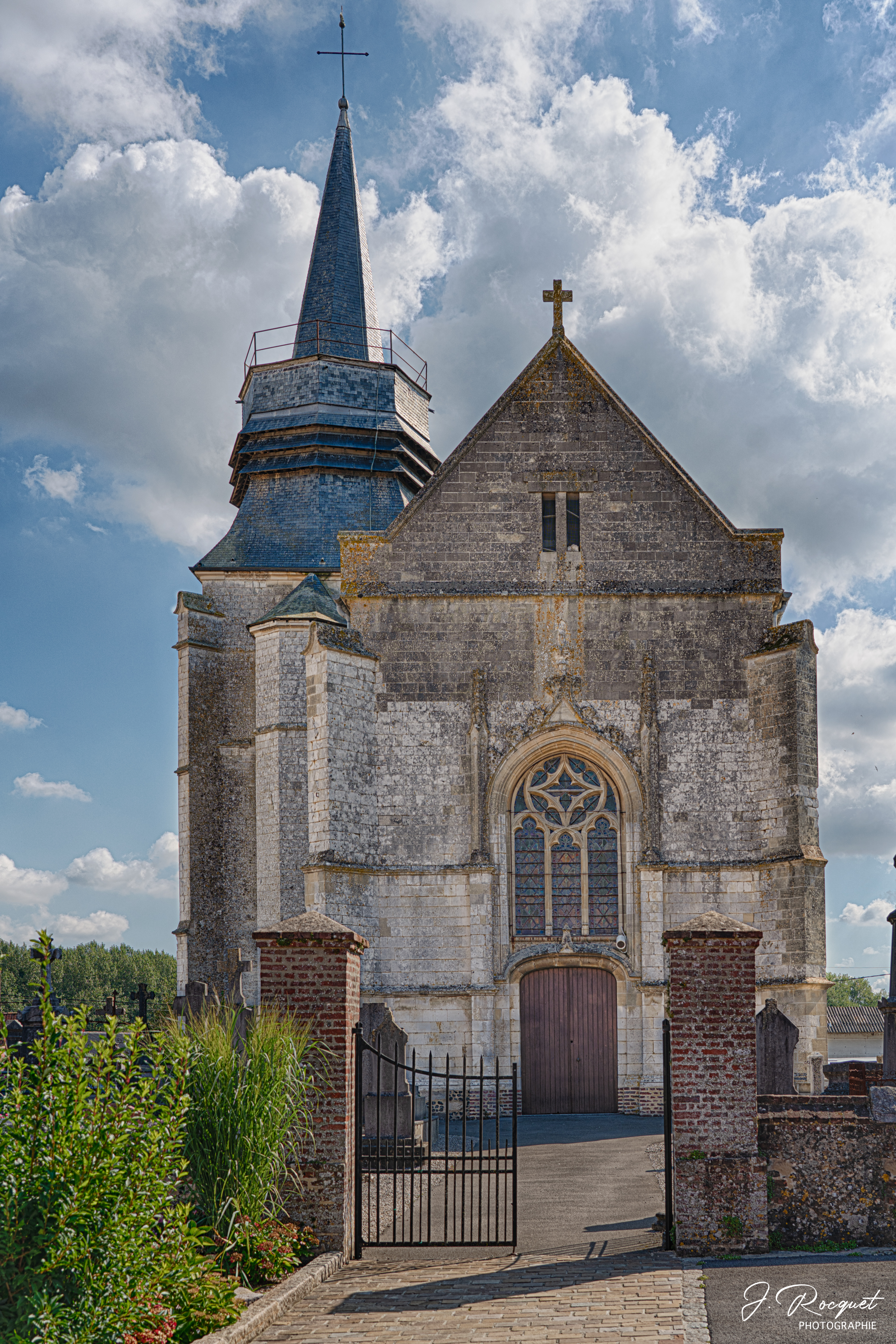
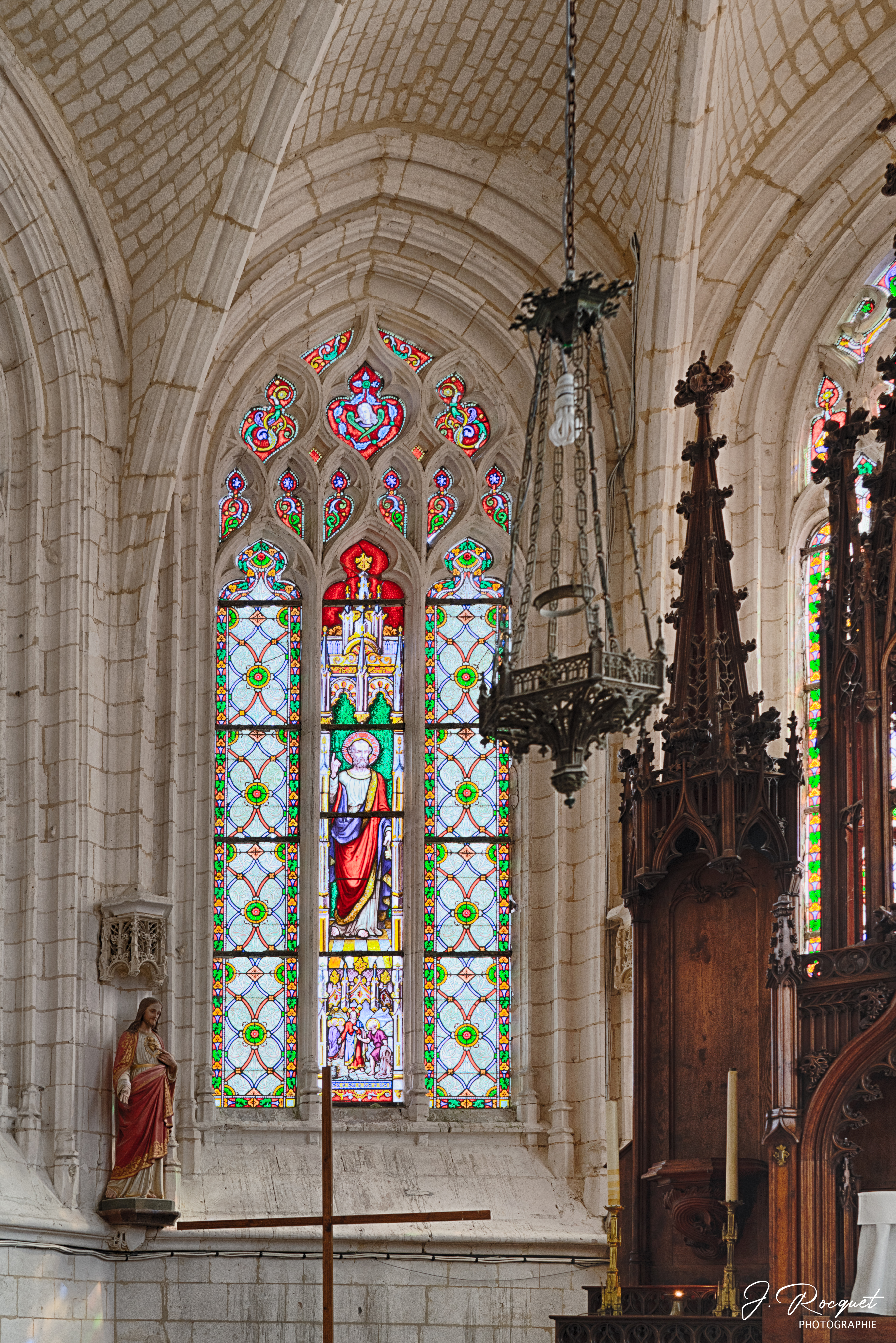
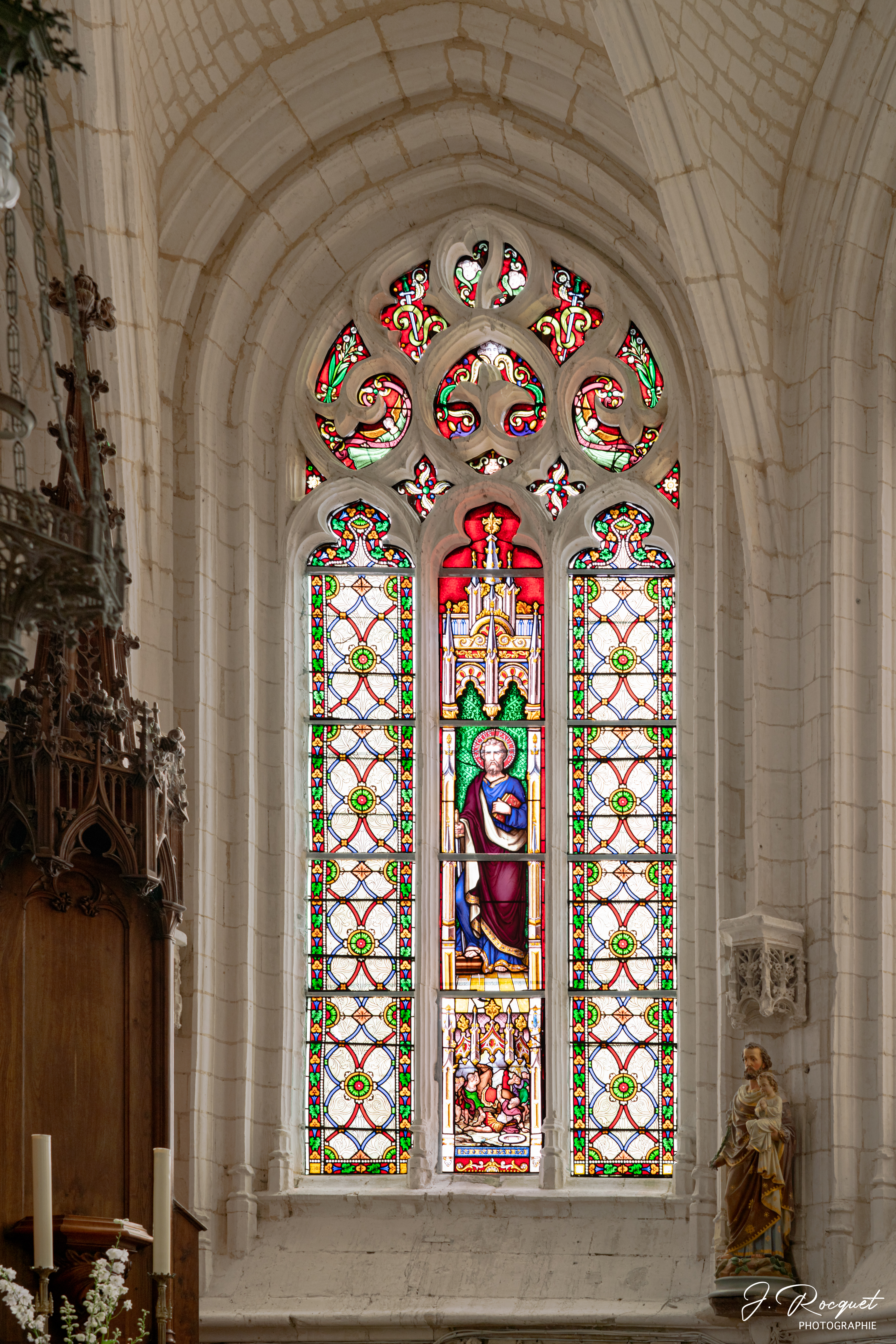

## Localisation
L'église est située dans le département français du Pas-de-Calais, sur la commune de Brimeux.

## Historique
La construction principale de l'église date du XVe siècle et XVIe siècle, entre 1495 et 1524.
L'édifice est classé le 25 novembre 1985, partiellement (chœur et tour), au titre des monuments historiques.

## Paroisse
L'église Saint-Pierre-et-Saint-Paul est rattachée à la paroisse de « Notre-Dame des vallées » au sein du doyenné des Sept Vallées - Ternois, dépendant du diocèse d'Arras.